# 안지오랩
주식회사 안지오랩(영어: Angiolab)은 대한민국의 바이오 기업이다.

## 역사
- 1999년 6월: 주식회사 안지오랩이라는 법인형태로 설립
- 2016년 10월: 코넥스 시장에 상장